# روي ويليامسون (قسيس)
روي ويليامسون (بالإنجليزية: Roy Williamson)‏ هو قسيس بريطاني، ولد في 18 ديسمبر 1932.